# Siren, Wisconsin
Siren là một làng thuộc quận Burnett, tiểu bang Wisconsin, Hoa Kỳ. Năm 2006, dân số của làng này là 988 người.